# Segura (Guipúscoa)
Segura és un municipi de Guipúscoa, de la comarca del Goierri.

## Topònim
Segura va ser fundada com una vila emmurallada de nova planta pel rei castellà Alfons X el Savi en 1256. Està situada prop de la frontera de Navarra i se situava sobre l'estratègica ruta que comunicava Castella amb Europa. A causa d'això el més obvi és pensar que Segura, sense més, fou el nom que el rei va donar a la vila al fundar-la i que no fa més que incidir en la funció defensiva amb la qual va ser concebuda. Hom creu que va haver un nucli de població proper preexistent en el qual es va donar la fundació, però es desconeix el nom que tenia, ja que aquest no ha perdurat. En euskera la localitat s'ha anomenat tradicionalment Segura, sense diferenciar-se del nom castellà. Degut al fet que Segura es troba en una zona profundament bascoparlant, alguns etimologistes allunyant-se de la teoria més estesa han tractat de buscar-li un origen etimològic al nom en euskera, vinculant gairebé sempre el nom del poble amb la paraula ura (aigua). El gentilici és segurarra. Els habitants de Segura reben el sobrenom de zopajaleak (menjasopes).